# Resolutie 1240 Veiligheidsraad Verenigde Naties
Resolutie 1240 van de Veiligheidsraad van de Verenigde Naties werd unaniem door de VN-Veiligheidsraad aangenomen op 15 mei 1999, en verlengde de UNMOT-waarnemingsmissie in Tadzjikistan met zes maanden.

## Achtergrond
Na het uiteenvallen van de Sovjet-Unie werden in 1991 verkiezingen gehouden in Tadzjikistan. Begin 1992 kwam de oppositie in opstand tegen de uitslag − de oud-communisten hadden
gewonnen − ervan. Er brak een burgeroorlog uit tussen de gevestigde macht en hervormingsgezinden en islamisten uit de achtergestelde regio's van het land, die zich hadden verenigd. In 1997 werd onder VN-bemiddeling een vredesakkoord gesloten.

## Inhoud
Het vredesproces in Tadzjikistan ging vooruit en het staakt-het-vuren werd goed nageleefd. De situatie bleef rustig en de veiligheid was verbeterd, hoewel de situatie in sommige delen van het land gespannen bleef.
De partijen werden opgeroepen het akkoord versneld uit te voeren en de juiste omstandigheden te creëren voor het houden van een grondwettelijke volksraadpleging en presidents- en parlementsverkiezingen.
Het mandaat van de UNMOT-waarnemingsmacht werd met zes maanden verlengd, tot 15 november. Ten slotte werd secretaris-generaal Kofi Annan gevraagd de Raad op de hoogte te houden van belangrijke ontwikkelingen en binnen de drie maanden te rapporteren.

## Verwante resoluties
- Resolutie 1167 Veiligheidsraad Verenigde Naties (1998)
- Resolutie 1206 Veiligheidsraad Verenigde Naties (1998)
- Resolutie 1274 Veiligheidsraad Verenigde Naties

Lijst ·  1220 ·  1221 ·  1222 ·  1223 ·  1224 ·  1225 ·  1226 ·  1227 ·  1228 ·  1229 ·  1230 ·  1231 ·  1232 ·  1233 ·  1234 ·  1235 ·  1236 ·  1237 ·  1238 ·  1239 ·  1240 ·  1241 ·  1242 ·  1243 ·  1244 ·  1245 ·  1246 ·  1247 ·  1248 ·  1249 ·  1250 ·  1251 ·  1252 ·  1253 ·  1254 ·  1255 ·  1256 ·  1257 ·  1258 ·  1259 ·  1260 ·  1261 ·  1262 ·  1263 ·  1264 ·  1265 ·  1266 ·  1267 ·  1268 ·  1269 ·  1270 ·  1271 ·  1272 ·  1273 ·  1274 ·  1275 ·  1276 ·  1277 ·  1278 ·  1279 ·  1280 ·  1281 ·  1282 ·  1283 ·  1284